# John Frank Adams

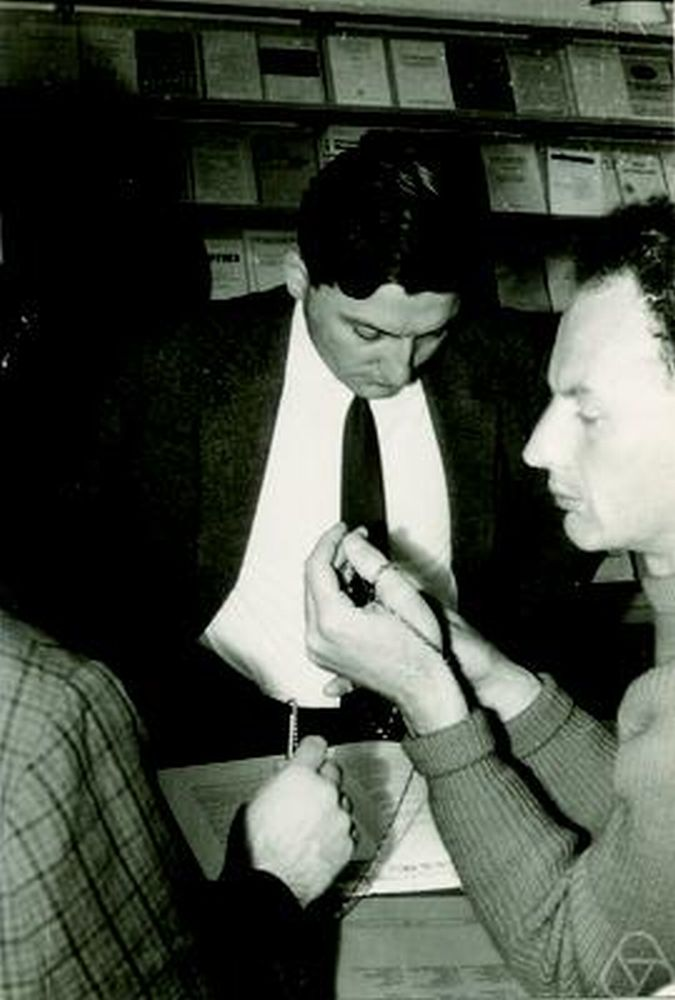
Frank Adams (rechts) mit Dieter Puppe 1962 in Aarhus

John Frank Adams, genannt Frank Adams (* 5. November 1930 in Woolwich; † 7. Januar 1989 bei Brampton in Huntingdonshire) war ein englischer Mathematiker, der einer der führenden algebraischen Topologen war. Insbesondere beschäftigte er sich mit Homotopie-Theorie.

## Leben und Wirken
Nach zwei Jahren Dienst bei den Royal Engineers studierte Adams ab 1948 am Trinity College in Cambridge, wo er unter Besikowitsch in geometrischer Maßtheorie und später unter Shaun Wylie über Topologie arbeitete. Richtungsweisend wurde für ihn das Jahr 1954, wo er als Juniordozent in Oxford den algebraischen Topologen J. H. C. Whitehead traf. 1955 promovierte er in Cambridge bei Shaun Wylie mit einer Arbeit über Spektralsequenzen, die ihm die Fellowship des Trinity College einbrachte. 1956 folgte seine Einführung der später „Adams-Spektralsequenz“ genannten Verfahren der algebraischen Topologie. Während eines Aufenthalts 1957/58 in Chicago und Princeton löste er damit ein klassisches Problem der Topologie von Heinz Hopf über die Anzahl der Abbildungen zwischen Sphären mit Hopf-Invariante 1. Nach seiner Rückkehr wandte er sich als Dozent in Cambridge der K-Theorie zu, mit der er eine Vermutung über die Anzahl linear unabhängiger Vektorfelder auf Sphären bewies (unter Verwendung seiner „Adams-Operationen“). Ab 1962 war er Dozent und ab 1964 Professor in Manchester („Fielden Chair“). 1970 wurde er als Nachfolger von William Hodge Professor („Lowndean Professor of Astronomy and Geometry“) in Cambridge.
Adams wurde 1964 als Mitglied („Fellow“) in die Royal Society in London aufgenommen, die ihm 1982 die Sylvester-Medaille verlieh. 1963 erhielt er den Senior-Berwick-Preis der London Mathematical Society und 1974 als erster Preisträger deren Senior-Whitehead-Preis. 1966 hielt er einen Plenarvortrag auf dem Internationalen Mathematikerkongress in Moskau (A Survey of Homotopy Theory) und 1962 war er Invited Speaker auf dem ICM in Stockholm (Application of the Grothendieck-Atiyah-Hirzebruch functor K(X)). 1985 wurde er Mitglied der National Academy of Sciences der USA. Er war auch Mitglied der Königlich Dänischen Akademie der Wissenschaften.
Adams starb bei einem Autounfall nur wenige Kilometer von seinem Wohnort. Er war seit 1953 mit einer Pfarrerin der Kongregationalisten verheiratet und hatte vier Kinder. Zu seinen Hobbys zählten Bergsteigen und das Spiel Go. Sein Bruder war Vice Marshal der Royal Air Force.
Zu seinen Doktoranden zählen John Greenlees, Peter Johnstone, Andrew Ranicki.

## Schriften

### Bücher
- Stable homotopy theory, 1964, Springer, Lecture Notes in Mathematics
- Lectures on Lie groups, 1969
- Algebraic topology: a student's guide, 1972 (mit Reprints)
- Stable homotopy theory and generalized homology, 1974
- Localisation and completion, 1975
- Infinite loop spaces, 1978
- Lectures on exceptional Lie groups, 1996
- May, Thomas (Hrsg.): Selected works of J.Frank Adams. 2 Bde., Cambridge 1992

### Veröffentlichungen (Auswahl)
- mit Hilton: On the chain algebra of a loop space. Comment. Math. Helv. 30 (1956), S. 305–330.
- On the non existence of elements of Hopf invariant one, Annals of Mathematics Band 72 (1960), S. 20–104.
- Vector fields on spheres, Annals of Mathematics Band 75 (1962), S. 603–632.
- On the groups J(X). I. Topology 2, 1963, S. 181–195. II. ibd. 3 (1963), S. 137-171. III. ibd. 3 (1965), S. 193-222. IV. ibd. 5 (1966), S. 21–71.
- mit Atiyah: K-theory and the Hopf invariant.uart. J. Math. Oxford Ser. (2) 17 (1966), S. 31–38.
- Maps between classifying spaces. I. (mit Mahmud) Inv. Math. 35 (1976), 1–41. II. ibd. 49 (1978), Nr. 1, S. 1–65.
- mit Wilkerson: Finite H-spaces and algebras over the Steenrod algebra. Ann. of Math. (2) 111 (1980), Nr. 1, S. 95–143.